# Người lái xe của Vera
Người lái xe của Vera (tiếng Nga: Водитель для Веры, tiếng Ukraina: Водій для Віри) là một bộ phim của đạo diễn Pavel Chukhray, ra mắt lần đầu năm 2004.
Bộ phim là một câu chuyện tình cảm mang phong cách Hollywood với tuyến truyện ly kỳ hấp dẫn, diễn viên đẹp, cảnh quay hoành tráng. Nhưng vượt lên trên hết là tinh thần Nga đầy lãng mạn và nhân văn cao cả.

## Nội dung
Chuyện xảy ra ở bán đảo Krym (Liên Xô) năm 1962. Đô đốc Hải quân Serov (Bogdan Stupka) phải đối phó với hai chuyện rắc rối cùng một lúc: Một chiến hạm chở đầy vũ khí hạt nhân bị đắm - cấp trên yêu cầu phải xác định rõ người chịu trách nhiệm và cô con gái độc nhất Vera (Alyona Babenko) có bầu với một sĩ quan Cuba. Ông thực sự rơi vào tình trạng bối rối không biết phải giải quyết thế nào.
Đúng lúc ấy thì xuất hiện Trung sĩ Viktor (Igor Petrenko), được cử đến làm tài xế riêng cho tướng Serov. Nếu như tình yêu bất ngờ giữa Viktor - anh chàng từng trải qua tuổi thơ cay đắng trong trại trẻ mồ côi với Vera - cô con gái rất được cưng chiều với tính khí thất thường trở thành giải pháp mà tướng Serov buộc phải chấp nhận, thì con đường công danh của ông lại không suôn sẻ như vậy. Ai đó muốn hất cẳng ông để chiếm đoạt vị thế hiện tại. Kẻ đó nhận được sự hậu thuẫn đắc lực từ Savelyev (Andrey Panin) - viên sĩ quan tùy tùng tráo trở của tướng Serov.

## Diễn viên
| Diễn viên             | Thủ vai     |
| --------------------- | ----------- |
| Igor Petrenko         | Viktor      |
| Alyona Babenko        | Vera        |
| Bogdan Stupka         | Tướng Serov |
| Andrey Panin          | Savelyev    |
| Yekaterina Yudina     | Lida        |
| Marina Golub          | Zinayda     |
| Alisa Grebenshchikova |             |
| Aleksandr Dedyushko   |             |
| Vladislav Galkin      |             |